# Ichthyosis hystrix
Die Ichthyosis hystrix, von altgriechisch ὕστριξ hústrix, deutsch ‚Stachelschwein‘,  ist eine Gruppe sehr seltener, zu den Ichthyosen gehörender angeborener Hautkrankheiten mit dem Hauptmerkmal einer massiven Hyperkeratose mit ausgeprägten, namensgebenden stachelartigen, schwarz-braunen Plattenbildungen.
Synonyme sind: Ichthyosis hystrix gravior; englisch porcupine man

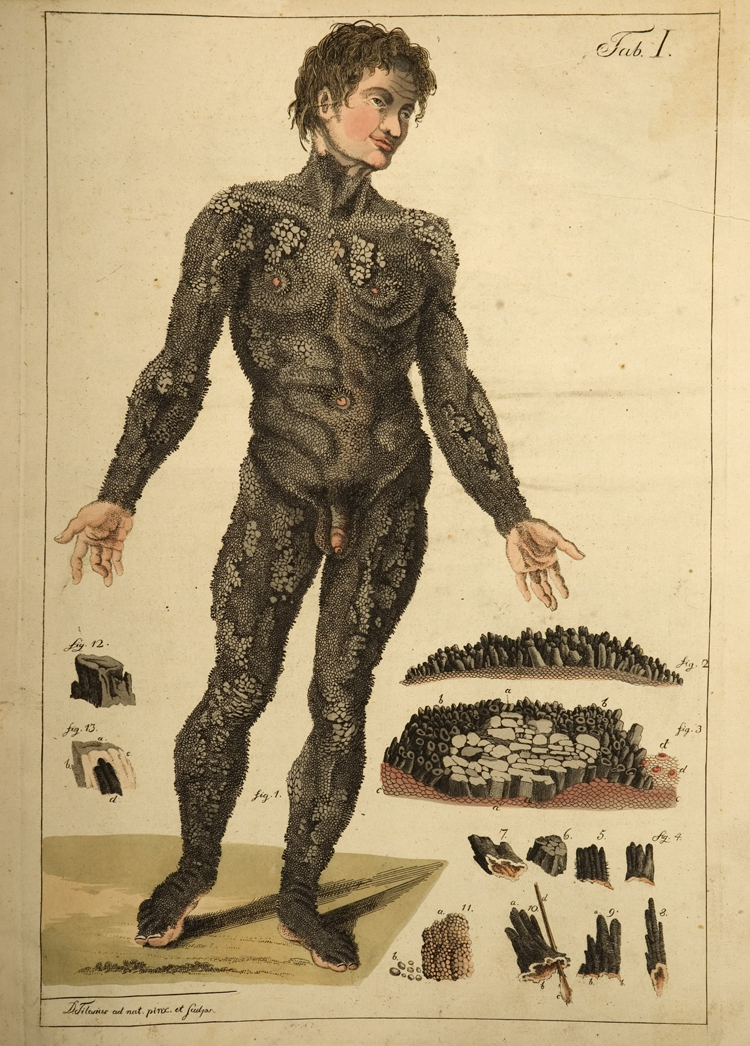
Edward Lambert, ein Engländer mit Ichthyosis hystrix.

## Einteilung
Die Krankheitsgruppe kann unterteilt werden in:
- Ichthyosis hystrix Lambert, Synonyme: Ichthyosis hystrix gravior[3][4]
- Ichthyosis hystrix Curth-Macklin
- Ichthyosis hystrix Rheydt, Synonyme: Erythrokeratodermia progressiva Burns; Ichthyosis hystrix gravior, Typ Rheydt; Keratitis-Ichthyosis-Taubheitssyndrom; KID[5]
- Hystrix-like-Ichthyosis-Taubheit-Syndrom (HID)[6]
- Ichthyosis hystrix Baefverstedt (hauptsächlich das Gesicht betreffend)[7][8]